# Claudia Alfes
Claudia Alfes (* 7. Oktober 1985 in Dorsten) ist eine deutsche Mathematikerin und Hochschullehrerin. Sie ist Professorin an der Universität Bielefeld.

## Biographie
Alfes absolvierte ein Studium in Mathematik an der RWTH Aachen, das sie 2010 mit dem Diplom abschloss. Gefördert durch ein Fulbright-Stipendium, studierte sie parallel Mathematik an der University of Wisconsin, Madison, USA, und erlangte dort 2009 ihren Master-Abschluss. Promoviert wurde sie im Jahr 2015 bei Jan Hendrik Bruinier an der TU Darmstadt (CM values and Fourier coefficients of harmonic Maass forms). Nach Postdoc-Stationen an der Universität Heidelberg und der Universität zu Köln wurde sie im Jahr 2017 Junior-Professorin an der Universität Paderborn und ist seit 2021 ordentliche Professorin an der Universität Bielefeld.
Alfes' Forschung konzentriert sich auf Modulformen, ihre reell-analytischen Verallgemeinerungen und Modulformen für Gruppen höheren Rangs. Insbesondere betrachtet sie dabei Anwendungen in der Zahlentheorie, Geometrie und Darstellungstheorie.
Im Jahr 2020 wurde sie in das Junge Kolleg der Nordrhein-Westfälischen Akademie der Wissenschaften und der Künste aufgenommen und erhielt eine Förderung durch ein Stipendium der Daimler- und Benz Stiftung sowie durch den Klaus Tschira Boost Fund. Seit 2023 ist sie Projektleiterin im Sonderforschungsbereich/Transregio 358 „Integral Structures in Geometry and Representation Theory“.

### Sport
Alfes war von 2012 bis 2014 als ambitionierte Triathletin bei Wettkämpfen aktiv und startete 2014 für den TuS Griesheim in der Triathlon-Bundesliga. Sie belegte Platz 2 bei den Altersklassen Deutschen Meisterschaften (AK 25-29) beim T3 Triathlon Düsseldorf 2012 auf der olympischen Distanz und der Gewinn der Hessenmeisterschaft im Einzelzeitfahren 2014.

## Publikationen (Auswahl)
- Formulas for the coefficients of half-integral weight harmonic Maaß forms. Mathematische Zeitschrift volume 277, pages 769–795 (2014). doi: 10.1007/s00209-014-1278-6

- mit Markus Schwagenscheidt: Shintani theta lifts of harmonic Maass forms. Trans. Amer. Math. Soc. 374 (2021), 2297–2339. doi: 10.1090/tran/8265

- mit Kathrin Bringmann und Markus Schwagenscheidt: On the rationality of cycle integrals of meromorphic modular forms. Math. Ann. 376, 243–266 (2020). doi: 10.1007/s00208-019-01914-4